# Seca (enfermedad radicular)

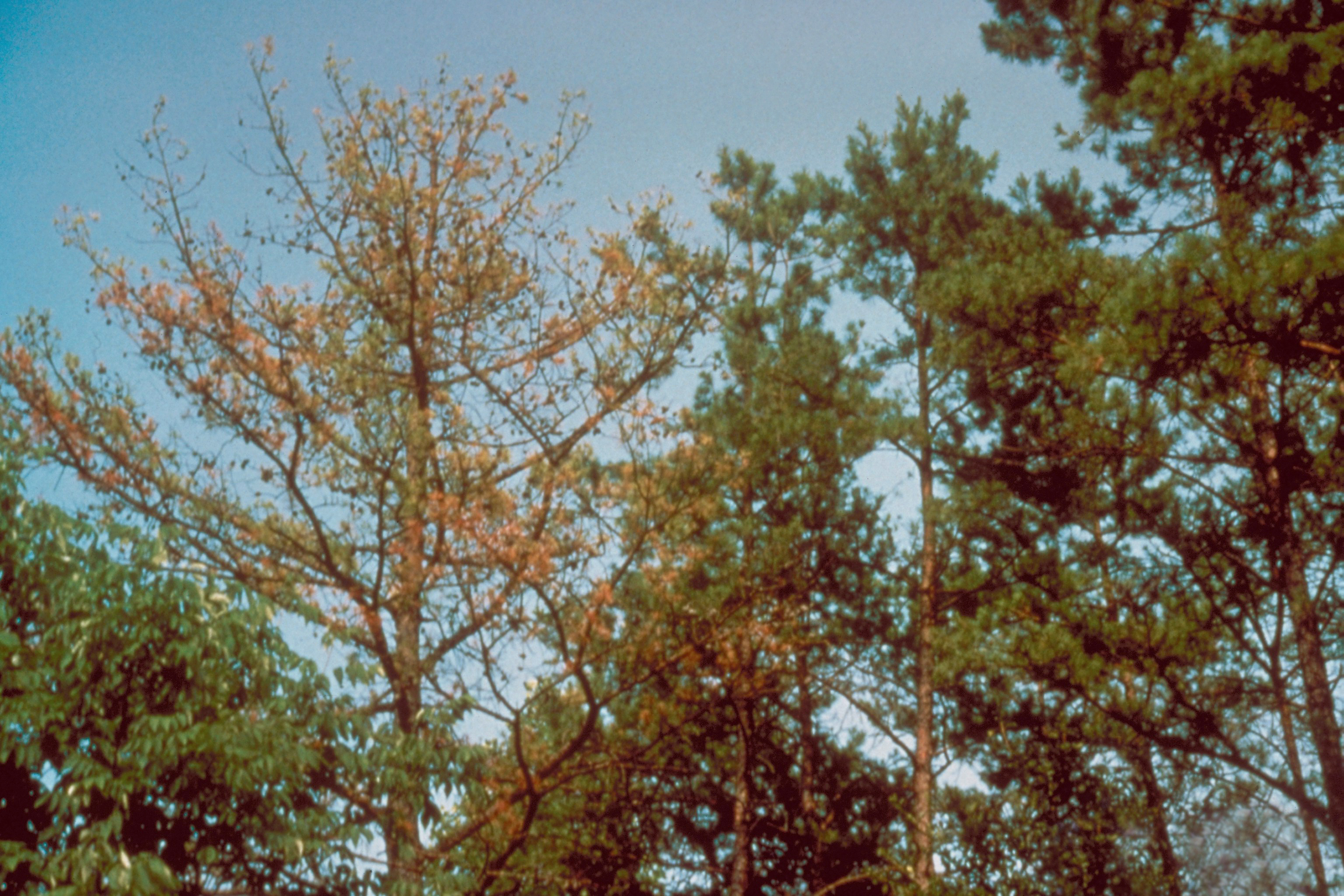
En la izquierda, un ejemplar de pino amarillo, especie americana, muerto por hongo Phytophthora.

La seca (pudrición radicular por fitóftora) es una enfermedad que provoca el decaimiento y la muerte de las encinas y de los alcornoques de las dehesas y de los montes del sur de España. 
El causante es un hongo microscópico llamado fitóftora (Phytophthora), cuya actuación provoca la pudrición de las raíces, que impide la absorción del agua y de sales minerales del suelo.
La especie con mayor participación en el decaimiento de las dehesas del sur de España es Ph. cinnamomi, que ataca a más de 1.000 especies, muchas de ellas forestales (castaños, robles y varias coníferas), así como frutales (aguacates) y plantas ornamentales (azaleas y brezos), por lo que está considerada por la Unión Internacional para la Conservación de la Naturaleza (UICN) como una de las 100 especies exóticas invasoras más dañinas del mundo.
En Extremadura causa la muerte del arbolado en muchas zonas de dehesa, lo que supone una pérdida de productividad y una amenaza para la conservación de este importante medio antrópico, así como una grave amenaza para la industria del jamón ibérico. 